# Берні Брилштейн
Берні Брилштейн (англ. Bernie Brillstein) був видатним американським менеджером, продюсером та літературним агентом, який народився 26 квітня 1931 року і помер 7 серпня 2008 року. Він був одним з найвпливовіших фігур в розвитку розважальної індустрії та відомий своїм внеском у кіно, телебачення та літературу.

## Життя та кар'єра
Берні Брилштейн народився в Нью-Йорку. Після закінчення школи він почав кар'єру в рекламному бізнесі, але потім перейшов до розважальної індустрії. В 1969 році він заснував свою власну компанію Brillstein-Grey Entertainment, яка стала однією з найвпливовіших і успішних компаній у галузі менеджменту та продюсування.
Брилштейн представляв багатьох відомих акторів, коміків та музикантів, таких як Джон Бельуші, Ден Акройд, Гілда Раднер, Лорейн Ньюмен, Мартін Шор, Джеймс Белуші, Адам Сендлер та інші. Він був важливим посередником між творчими артистами та студіями, допомагаючи їм укладати вигідні угоди та розвивати їх кар'єри.
Поза роботою менеджера, Брилштейн також був відомим продюсером. Він співпрацював з такими фільмами, як «Субботнє вечірнє шоу», «Гострі козирі», «Знову вдома», «Беверлі-Хіллз 90210» та іншими. Він також виступав в ролі виконавчого продюсера в популярних телевізійних шоу, таких як «Субботнє вечірнє шоу» і «Відьми зі Саусерн-Шор».
Берні Брилштейн був визнаний відомими преміями та нагородами, включаючи премії Emmy. Він був також активним філантропом і підтримував різні благодійні організації.
Його спадщина в розважальній індустрії залишилась помітною, і його внесок в кар'єри багатьох талановитих артистів відчувається й досі.
Помер Берні Брилштейн 7 серпня 2008 року від ослаблення серцево-судинної системи.